# Buxières-lès-Villiers

Buxières-lès-Villiers este o comună în departamentul Haute-Marne din nord-estul Franței. În 2009 avea o populație de 229 de locuitori.

## Evoluția populației
| An        | 1975 | 1982 | 1990 | 1999 | 2006 | 2009 |
| --------- | ---- | ---- | ---- | ---- | ---- | ---- |
| Populație | 108  | 127  | 162  | 196  | 226  | 229  |